# Кінотеатр імені Субхі
Кінотеатр імені Субхі (крим. Subhi adına Kinoteatr), Кінотеатр «Батьківщина» — закритий кінотеатр, що знаходиться у Старому місті Сімферополя в Центральному районі, за адресою вул. Крилова, 37.
З часу відкриття у 1927 році і до депортації кримських татар був відомий як кінотеатр імені турецького революціонера й засновника Комуністичної партії Туреччини Мустафи Субхі. На даний момент будівлю займає кримськотатарський фольклорний ансамбль «Крим».

## Історія
Кінотеатр збудований на території садиби Ісмаїла Муфтізаде та відкритий у червні 1927 року. Нова культурна установа була названа на честь турецького комуністичного діяча Мустафи Субхі, що працював у 1919 році в газеті «Янъы Дюнья» («Новий світ»), редакція якої розташовувалась у садибі Муфтізаде..

У газеті «Янъы Дюнья» від 24 квітня 1927 року вказувалося, що причиною відкриття кінотеатру в 13 тисячному Старому місті є відсутність у районі умов для проведення культурно-просвітницької роботи. Більшість культурних споруд тоді було зосереджено в центрі Сімферополя, вони були дорогими для жителів «татарського району», і при цьому заходи проводилися російською мовою. Виходячи з цього, міська рада Сімферополя ухвалила рішення до 10-ї річниці Жовтневої революції побудувати кінотеатр на 680 місць. Витрати будівництво оцінювалися в 35 до 50 тисяч рублів.

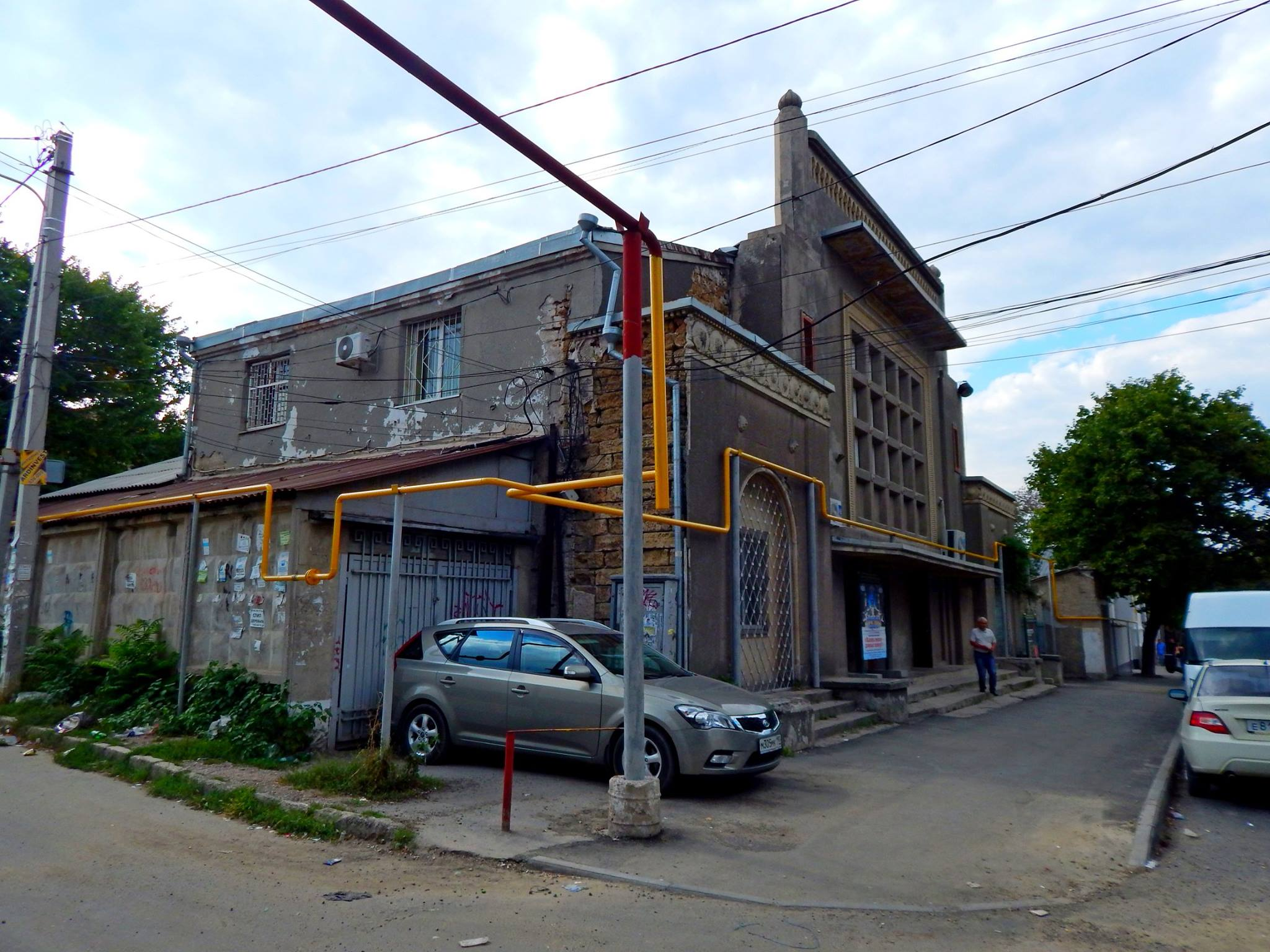
Будівля кінотеатру у 2016 році

10 червня 1927 року почав функціонувати кінотеатр на свіжому повітрі. Ціна квитка варіювалася від 5 до 15 копійок. Газета «Янъы Дюнья» у матеріалі про відкриття кінотеатру зазначала, що написи на афішах писалися російською, а написи кримськотатарською, якщо й були, то писалися нерозбірливо. Одним із фільмів, що демонструвався у кінотеатрі ім. Субхі став фільм «Алім». Крім демонстрації фільмів, у будівлі проводилися концерти кримськотатарських музикантів, зокрема наприкінці 1920-х — на початку 1930-х тут виступали Яя Шерфедінов, Сафіє Шерфедінова та Ельмаз Алієва. За припущенням М. Абдульвапова та Р. Аірчинської, кінотеатр у 1930-ті роки був реконструйований, ставши закритим зі стаціонарним залом. Архітекторами нового проекту стали В. І. Ковальський та С. З. Шевченко. Під час окупації Криму нацистами кінотеатр відновив роботу 5 липня 1942 під назвою «Крим». Колобораціоністська газета «Голос Криму» писала 11 січня 1942 року:
"«Назви вулиць, що нагадують про більшовицький режим, будуть поступово скасовані… … Наступні кінотеатри також перейменовані: Юнг-Штурм — Європа-кіно, Спартак — Центральне кіно, Більшовик — Паласт-кіно, Ім. Субхі — Крим-кіно.»
Сеанси проходили окремо для німецько-румунських військових та цивільного населення. Перед початком кожного сеансу транслювався пропагандистський кіножурнал «Німецький щотижневий огляд».
Після звільнення Сімферополя у 1944 році кінотеатр ім. Субхі відкрився у другій половині травня. Через деякий час після депортації кримських татар кінотеатр отримав назву «Батьківщина». Як кінотеатр «Батьківщина» функціонувала до 1990-х років, після чого будівлю було передано банку «Крим».

1996 року власником будівлі стало Міністерство культури Автономної Республіки Крим, яке організувало в приміщенні Кримську республіканську організацію «Кримськотатарський фольклорний ансамбль „Крим“». 2000 року Мінкульт Криму передав будівлю у власність Сімферополя.

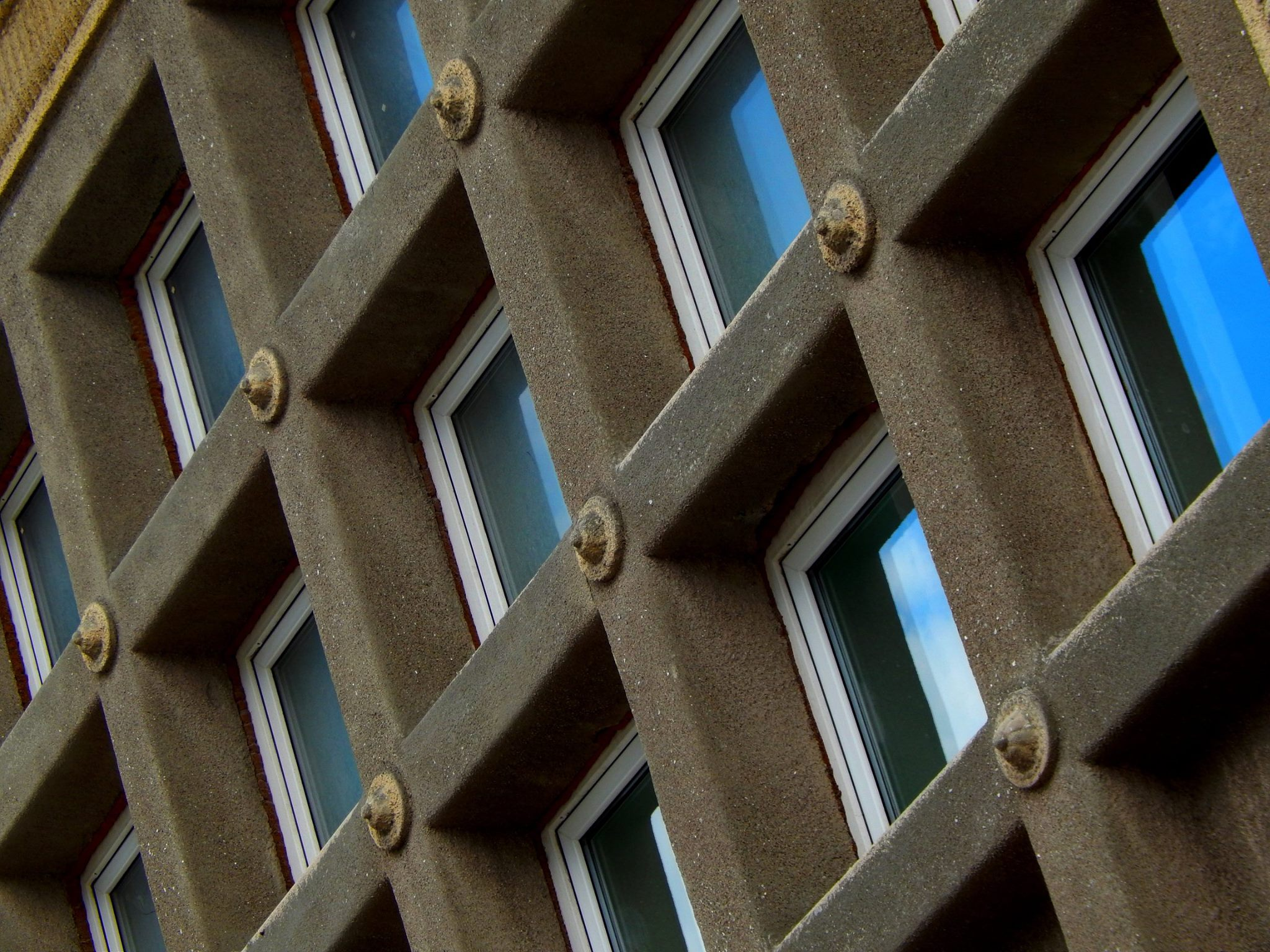
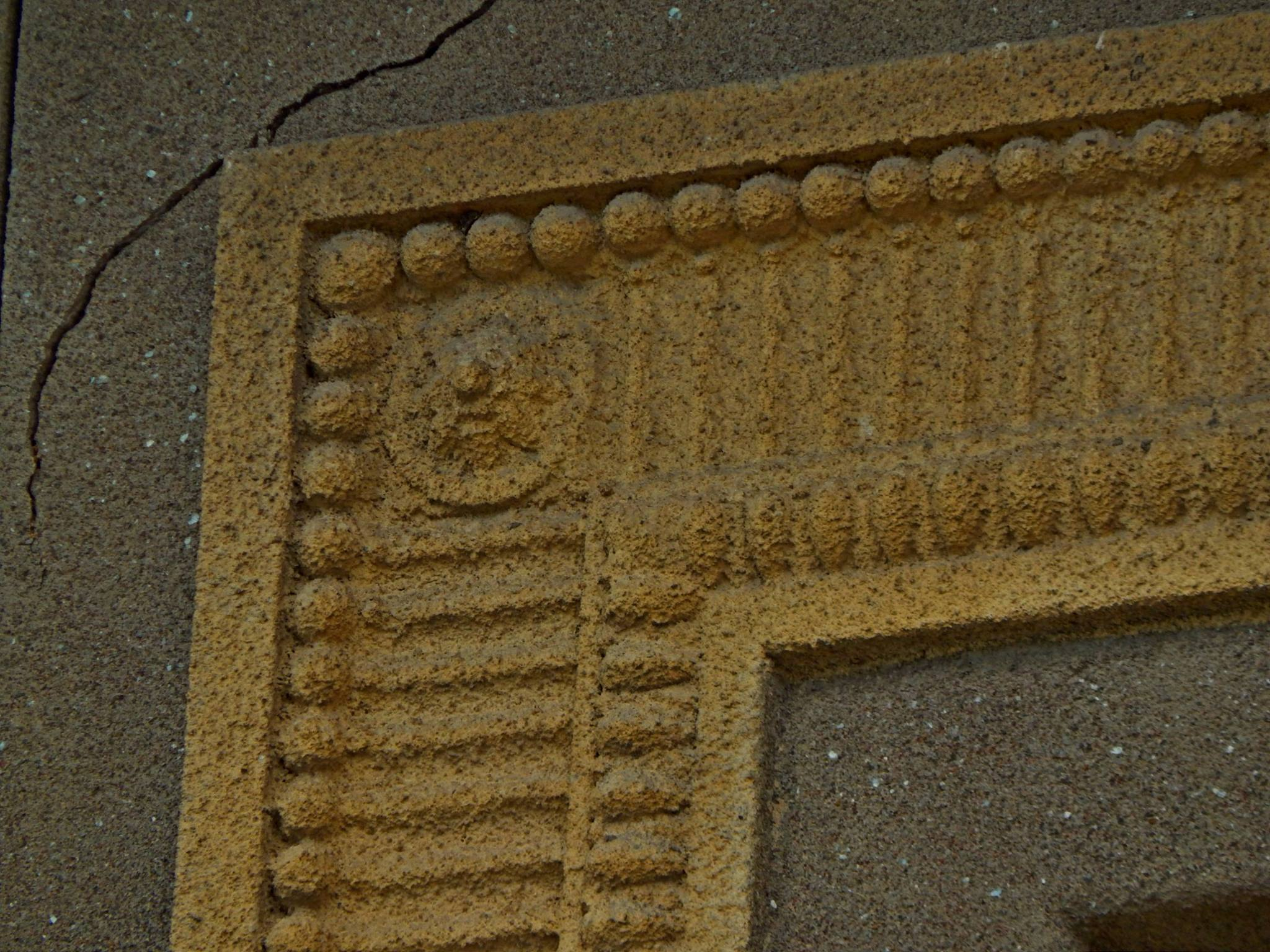
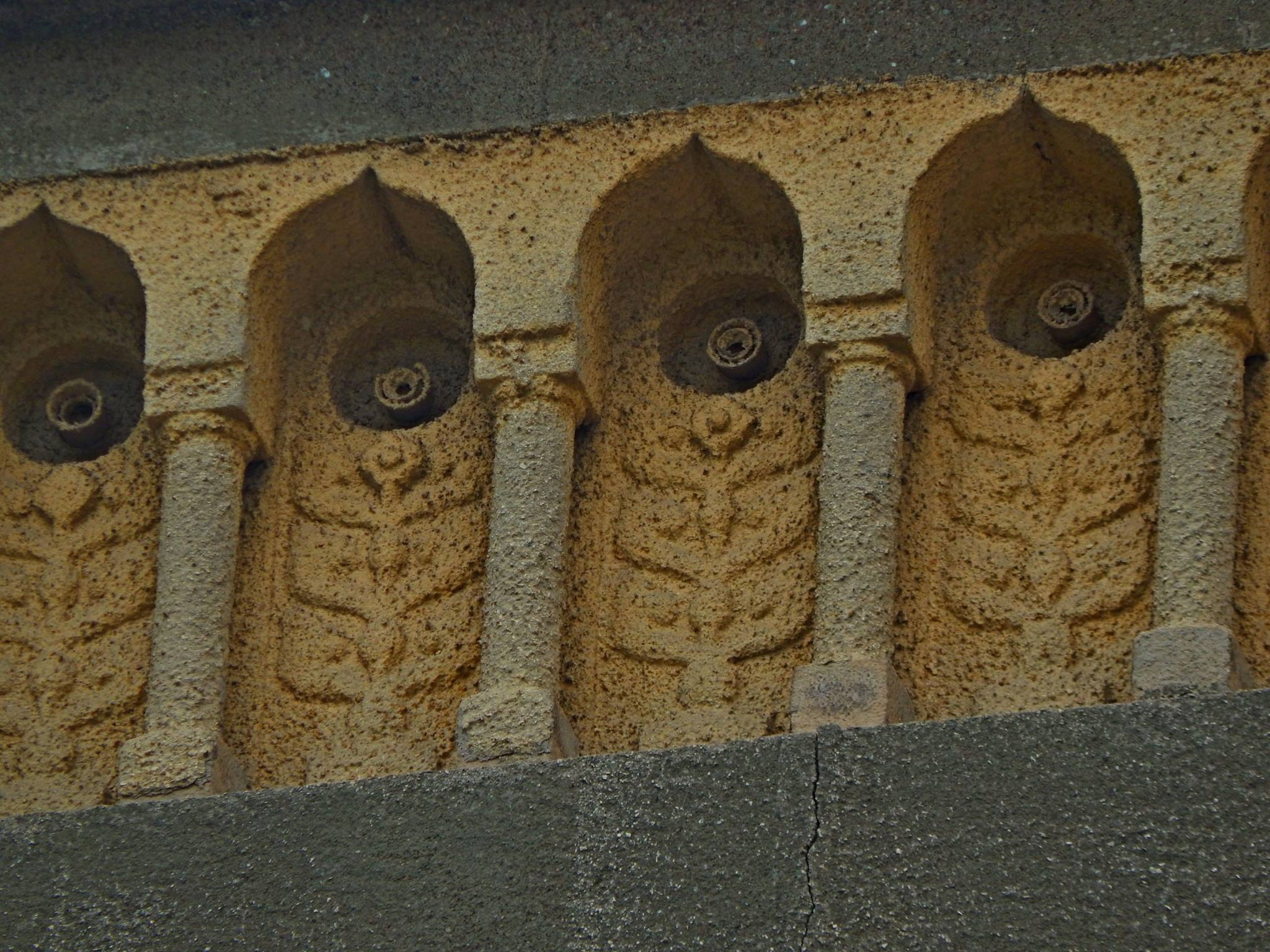
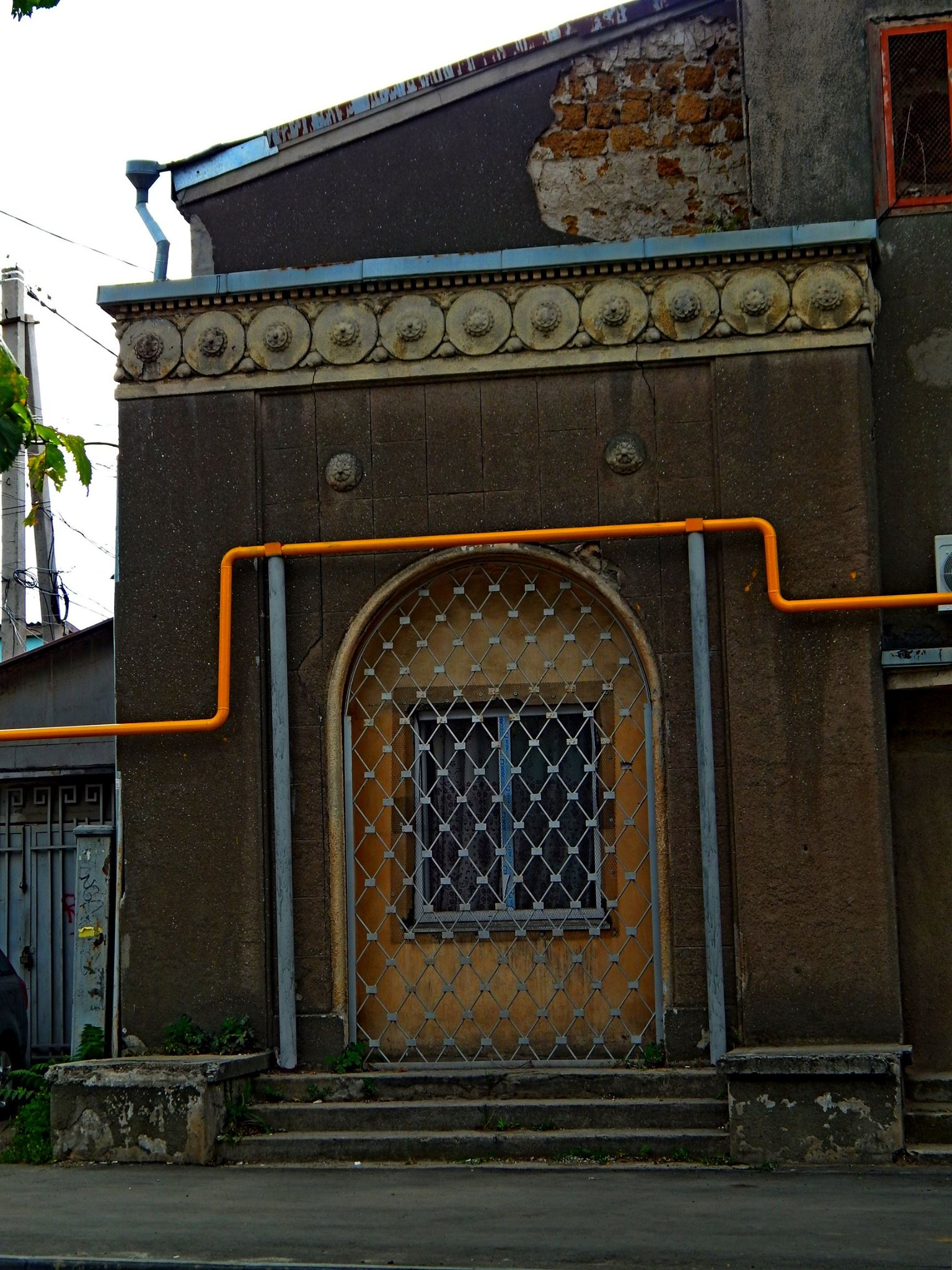
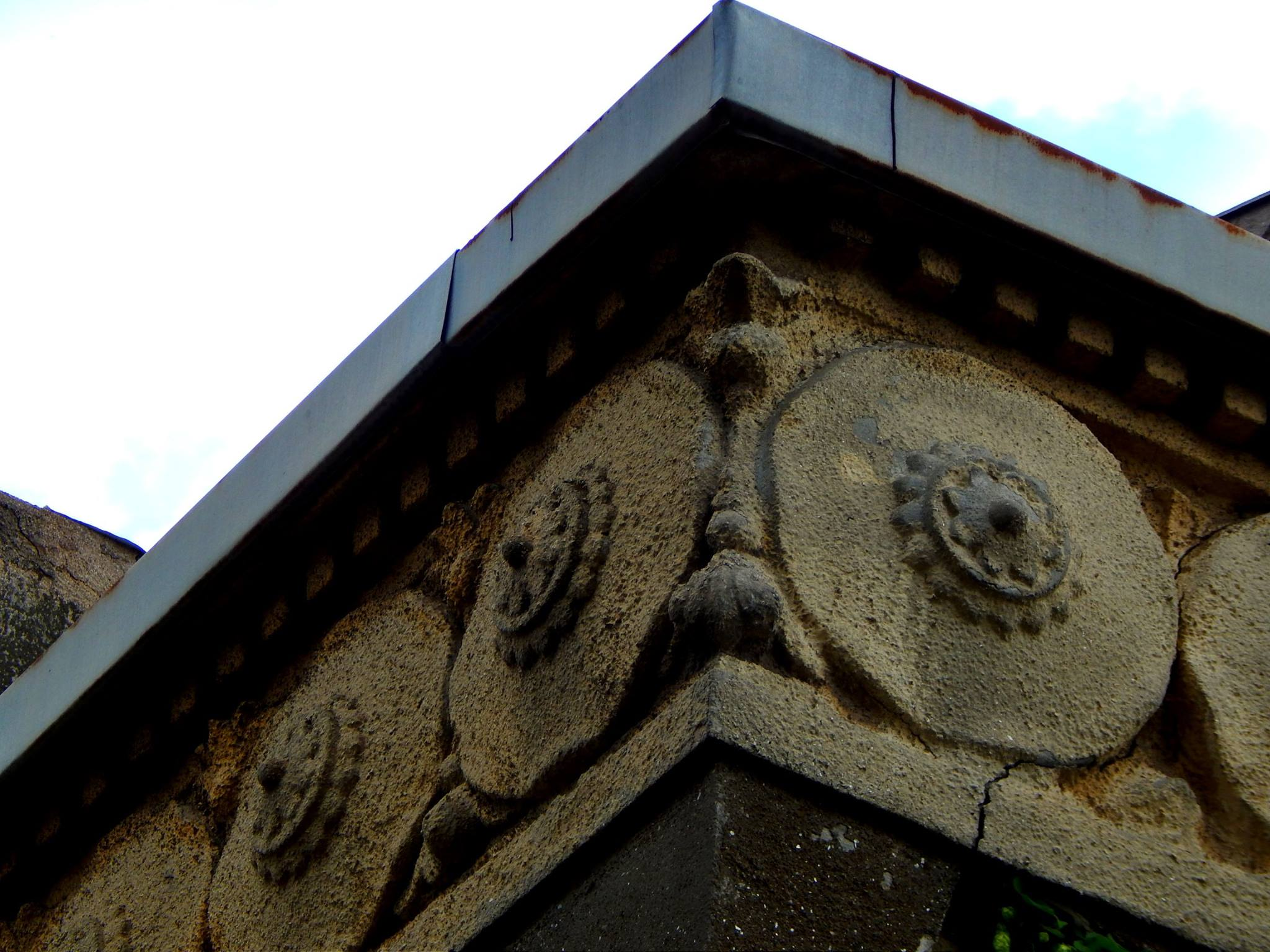